# 斯塔韋齊克
50°6′43″N 28°36′52″E / 50.11194°N 28.61444°E
斯塔韋齊克（烏克蘭語：Ставецьке），是烏克蘭北部的村莊，隸屬日托米爾州的日托米爾區。該村面積0.26平方公里，海拔高度230米，2001年人口55，人口密度每平方公里211.54人。